# Nekrolog August 2024
Nekrolog
◄◄
| ◄
| 2020
| 2021
| 2022
| 2023
| 2024 | 2025
Januar |
Februar |
März |
April |
Mai |
Juni |
Juli |
August |
September |
Oktober |
November |
Dezember 2024
Weitere Ereignisse | Allgemeiner Nekrolog 2024
Die Beschreibung der verstorbenen Person sollte so kurz wie möglich gehalten sein und nur deren signifikante Tätigkeit(en) enthalten.
Neue Namen ggf. auch unter dem Geburts- und Sterbedatum, also etwa unter 1. Januar und im Geburts- und Sterbejahr (2024) eintragen (nur bei entsprechender großer Wichtigkeit). Für Beispiele siehe die schon vorhandenen Artikel.
Außerdem über die fünf zuletzt Verstorbenen, zu denen es einen ausreichend guten Artikel für eine Präsentation auf der Hauptseite gibt, nach der todesbedingten Überarbeitung der Artikel ggf. auch unter Wikipedia Diskussion:Hauptseite informieren und sie am besten auch in den anderen Wikipedia-Sprachversionen eintragen. Tipp: Regelmäßig bei news.google.de nach „ist tot“, „gestorben“ oder „verstorben“ suchen.
Wenn eine Person gestorben ist, gibt es viele Seiten zu dieser Person in der Wikipedia, die davon auch betroffen sind und entsprechend aktualisiert werden müssen. Beispiele: Namenübersichtsseite, Geburtsjahr, Geburtsort-Seiten und viele mehr.
Wie finde ich die betroffenen Seiten?
Im Suchfeld auf der linken Seite gibt man den Suchbegriff so ein: „Vorname Nachname“. Dann klickt man auf Volltext und alle Seiten mit entsprechendem Suchtext werden aufgerufen. Hier sieht man dann schnell, wo auch das Todesjahr Sinn macht oder sogar ein Teil des Artikels angepasst werden muss. Auch hilft das „Werkzeug“ auf der linken Seite sehr gut, um solche Seiten aufzufinden: „Links auf diese Seite“. Somit ist die Wikipedia wieder aktuell in allen Bereichen! Hinweis: bei Eintragung der Kategorie „Gestorben JAHR“ wird der Missbrauchsfilter 49 ausgelöst, was jedoch nicht schlimm ist. Siehe: Spezial:Missbrauchsfilter/49
Dies ist eine Liste von im August 2024 verstorbenen bekannten Persönlichkeiten. Die Einträge erfolgen innerhalb der einzelnen Daten alphabetisch sortiert. Tiere sind im Nekrolog für Tiere zu finden.

## August
Bearbeitungshinweis: Neue Todesfälle bitte absteigend nach Tagen geordnet eintragen. Die Todesfälle desselben Tages bitte in alphabetischer Reihenfolge einfügen.
| Tag        | Name                              | Beruf, bekannt als                                                                  | Alter | Beleg |
| ---------- | --------------------------------- | ----------------------------------------------------------------------------------- | ----- | ----- |
| 31. August | Souleymane Bamba                  | ivorisch-französischer Fußballspieler                                               | 39    |       |
| 31. August | Mislav Bezmalinović               | jugoslawischer bzw. kroatischer Wasserballspieler                                   | 57    |       |
| 31. August | Euan Clarkson                     | britischer Paläontologe                                                             | 87    |       |
| 31. August | Ros Coats                         | britische Skilangläuferin                                                           | 74    |       |
| 31. August | Daniela Hodrová                   | tschechische Literaturtheoretikerin und Schriftstellerin                            | 78    |       |
| 31. August | Hanns-Heinz Kassemeyer            | deutscher Pflanzenphysiologe und Phytomediziner                                     | 75    |       |
| 31. August | Henri Leclerc                     | französischer Strafverteidiger                                                      | 90    |       |
| 31. August | Christoph Lehmann                 | deutscher Kirchen- und Theatermusiker                                               | 77    |       |
| 31. August | Karl-Heinz Luck                   | deutscher Nordischer Kombinierer                                                    | 79    |       |
| 31. August | Jörg Lüderitz                     | deutscher Buchhändler und Autor                                                     | 89    |       |
| 31. August | Gynter Mödder                     | deutscher Mediziner und Schriftsteller                                              | 81    |       |
| 31. August | Arnold Oberschelp                 | deutscher Mathematiker                                                              | 92    |       |
| 31. August | Rolf Olderog                      | deutscher Politiker                                                                 | 86    |       |
| 31. August | Wolfgang Schreiber                | deutscher Verwaltungsjurist                                                         | 87    |       |
| 31. August | Fatman Scoop                      | US-amerikanischer Hip-Hop-Produzent, Rapper und Radiomoderator                      | 53    |       |
| 31. August | Horst Seelbach                    | deutscher Betriebswirt                                                              | 86    |       |
| 30. August | Janusz Danecki                    | polnischer Bischof                                                                  | 72    |       |
| 30. August | Klaus Evard                       | deutscher Wirtschaftswissenschaftler                                                | 88    |       |
| 30. August | Jack Hibberd                      | australischer Dramatiker und Autor                                                  | 84    |       |
| 30. August | Jaromír Hudec                     | tschechischer Eishockeyspieler und -trainer                                         | 87    |       |
| 30. August | Weronika Koschuschko              | ukrainische Künstlerin                                                              | 18    |       |
| 30. August | Reinhold Kreile                   | deutscher Jurist, Politiker und Kulturfunktionär                                    | 94    |       |
| 30. August | Robert Otto Pohl                  | deutsch-US-amerikanischer Physiker                                                  | 94    |       |
| 30. August | Shridath Ramphal                  | guyanischer Politiker                                                               | 95    |       |
| 30. August | Paul Rubin                        | US-amerikanischer Ökonom                                                            | 82    |       |
| 30. August | Guido Schilling                   | Schweizer Sportpsychologe und Sportwissenschaftler                                  | 85    |       |
| 30. August | Michael von Schmude               | deutscher Politiker                                                                 | 84    |       |
| 30. August | Vittorio Silvestrini              | italienischer Physiker und Autor                                                    | 89    |       |
| 30. August | Tuheitia Paki                     | neuseeländischer Maori-König                                                        | 69    |       |
| 30. August | Robertas Žulpa                    | sowjetischer Schwimmer                                                              | 64    |       |
| 29. August | Josef Bartončík                   | tschechischer Politiker                                                             | 81    |       |
| 29. August | Miroslav Bázlik                   | slowakischer Komponist, Pianist, Pädagoge und Mathematiker                          | 93    |       |
| 29. August | Kurt Bendlin                      | deutscher Leichtathlet                                                              | 81    |       |
| 29. August | Adolfo Calisto                    | portugiesischer Fußballspieler                                                      | 80    |       |
| 29. August | Andreas Feldtkeller               | deutscher Architekt und Stadtplaner                                                 | 91    |       |
| 29. August | Franz Freisleder                  | deutscher Schriftsteller und Journalist                                             | 93    |       |
| 29. August | Johnny Gaudreau                   | US-amerikanischer Eishockeyspieler                                                  | 31    |       |
| 29. August | Herbert Kaliga                    | deutscher Pianist                                                                   | 92    |       |
| 29. August | Lutz Künzel                       | deutscher Musiker, Komponist, Textdichter und Arrangeur                             | 72    |       |
| 29. August | Karl August Morisse               | deutscher Politiker                                                                 | 82    |       |
| 29. August | Mihaela Peneș                     | rumänische Leichtathletin                                                           | 77    |       |
| 29. August | Jochen Rozek                      | deutscher Rechtswissenschaftler                                                     | 64    |       |
| 29. August | Abu Shujaa                        | palästinensischer Milizionär                                                        | ≈26   |       |
| 29. August | Ronald Shusett                    | US-amerikanischer Drehbuchautor und Filmproduzent                                   | 89    |       |
| 29. August | Jean-Charles Tacchella            | französischer Filmregisseur                                                         | 98    |       |
| 29. August | Steve Silberman                   | US-amerikanischer Schriftsteller                                                    | 66    |       |
| 29. August | Pilar Marie Victoriá              | puerto-ricanische Volleyballspielerin                                               | 28    |       |
| 28. August | Adolf Antrich                     | österreichischer Fußballspieler                                                     | 83    |       |
| 28. August | Thomas F. Deppe                   | US-amerikanischer Offizier                                                          | 76    |       |
| 28. August | Andreas Dückstein                 | österreichischer Schachspieler                                                      | 97    |       |
| 28. August | KC Fox                            | US-amerikanische Bühnenbildnerin                                                    | 70    |       |
| 28. August | George French                     | US-amerikanischer R&B- und Jazzmusiker                                              | 80    |       |
| 28. August | Michael Lerner                    | US-amerikanischer Rabbiner                                                          | 81    |       |
| 28. August | Ívano Nascimento                  | brasilianischer Reggaesänger, -komponist und Schauspieler                           | 61    |       |
| 28. August | Obi Ndefo                         | US-amerikanischer Schauspieler                                                      | 51    |       |
| 28. August | Michael Pak Jeong-il              | südkoreanischer Bischof                                                             | 97    |       |
| 28. August | Peter Poulsen                     | dänischer Schriftsteller                                                            | 84    |       |
| 28. August | Dieter Schurr                     | deutscher Fußballspieler                                                            | 82    |       |
| 28. August | Gerd Wotjak                       | deutscher Sprach- und Übersetzungswissenschaftler                                   | 82    |       |
| 28. August | Behzod Yoʻldoshev                 | sowjetischer bzw. usbekischer Physiker und Wissenschaftsorganisator                 | 79    |       |
| 27. August | Walter Aichinger                  | österreichischer Mediziner und Politiker                                            | 71    |       |
| 27. August | Sergio Asteriti                   | italienischer Comiczeichner                                                         | 94    |       |
| 27. August | Herbert Bihlmayer                 | deutscher Ordensgeistlicher                                                         | 89    |       |
| 27. August | Bob Carr                          | US-amerikanischer Politiker                                                         | 81    |       |
| 27. August | Howard Crook                      | US-amerikanischer Sänger                                                            | 77    |       |
| 27. August | Thomas Geve                       | deutsch-israelischer Bauingenieur und Holocaust-Überlebender                        | 94    |       |
| 27. August | Friedrich Hechelmann              | deutscher Maler                                                                     | 76    |       |
| 27. August | James Houghton                    | US-amerikanischer Schauspieler und Drehbuchautor                                    | 75    |       |
| 27. August | Juan Izquierdo                    | uruguayischer Fußballspieler                                                        | 27    |       |
| 27. August | Charlotte Kretschmann             | deutsche Altersrekordlerin                                                          | 114   |       |
| 27. August | Lisette Lewin                     | niederländische Schriftstellerin und Journalistin                                   | 85    |       |
| 27. August | Holly Lisle                       | US-amerikanische Autorin                                                            | ≈64   |       |
| 27. August | Vojislav Maksimović               | jugoslawischer bzw. bosnisch-serbischer Schriftsteller                              | 89    |       |
| 27. August | Makaya Ntshoko                    | südafrikanischer Jazzmusiker                                                        | 84    |       |
| 27. August | Ferdinand Oertel                  | deutscher Journalist und Publizist                                                  | 96    |       |
| 27. August | Kurt Schellhammer                 | deutscher Rechtswissenschaftler                                                     | 89    |       |
| 27. August | Halil Sözer                       | türkischer General                                                                  | 101   |       |
| 27. August | Kazuko Yamaizumi                  | japanische Tischtennisspielerin                                                     | 89    |       |
| 26. August | Gholam-Reza Afkhami               | iranischer Publizist, Wirtschafts- und Politikwissenschaftler                       | 87    |       |
| 26. August | Dominique Bulamatari              | kongolesischer Bischof                                                              | 69    |       |
| 26. August | Nabil Elaraby                     | ägyptischer Politiker                                                               | 89    |       |
| 26. August | Sven-Göran Eriksson               | schwedischer Fußballtrainer                                                         | 76    |       |
| 26. August | Alexander Goehr                   | britischer Komponist                                                                | 92    |       |
| 26. August | Lutz Hachmeister                  | deutscher Journalist, Sachbuchautor, Filmregisseur und -produzent                   | 64    |       |
| 26. August | Rolf-Peter Holzapfel              | deutscher Mathematiker                                                              | 81    |       |
| 26. August | Nojim Maiyegun                    | nigerianischer Boxer                                                                | 83    |       |
| 26. August | Oleksij Mes                       | ukrainischer Kampfpilot                                                             | 30    |       |
| 26. August | Sid Vicious                       | US-amerikanischer Wrestler                                                          | 63    |       |
| 26. August | Carsten Uwe Wieland               | Grafikdesigner, Spiele-Erfinder, Buchautor und Aquarell-Maler                       | 59    |       |
| 26. August | Howard Ziehm                      | US-amerikanischer Regisseur                                                         | 84    |       |
| 25. August | Selim al-Hoss                     | libanesischer Politiker                                                             | 94    |       |
| 25. August | Walter Aue                        | deutscher Schriftsteller                                                            | 94    |       |
| 25. August | Razaki Babatundé Olofindji        | beninischer Geschäftsmann                                                           | 68    |       |
| 25. August | Werner Glaubitz                   | deutscher Jurist                                                                    | 88    |       |
| 25. August | Claus Jönsson                     | deutscher Physiker                                                                  | 94    |       |
| 25. August | Peter Rabenalt                    | deutscher Filmkomponist                                                             | 87    |       |
| 24. August | Michaela Ahlrichs                 | deutsche Schlagersängerin                                                           | 55    |       |
| 24. August | Peter Beyer                       | deutscher Historiker                                                                | 86    |       |
| 24. August | Christoph Daum                    | deutscher Fußballtrainer                                                            | 70    |       |
| 24. August | Luis Escobar Cerda                | chilenischer Ökonom und Politiker                                                   | 97    |       |
| 24. August | Dietrich Habs                     | deutscher Physiker                                                                  | 79    |       |
| 24. August | Wolfgang Hanefeld                 | deutscher Chemiker                                                                  | 83    |       |
| 24. August | Karel Heřmánek                    | tschechischer Schauspieler, Synchronsprecher, Theaterregisseur und Theaterbetreiber | 76    |       |
| 24. August | Siegfried Lorenz                  | deutscher Opern-, Oratorien- und Liedsänger                                         | 78    |       |
| 24. August | Julián Ortega                     | spanischer Schauspieler                                                             | 41    |       |
| 24. August | George Rhoden                     | jamaikanischer Leichtathlet                                                         | 97    |       |
| 24. August | Dieter Schinzel                   | deutscher Politiker                                                                 | 81    |       |
| 24. August | Hans-Ulrich Schmincke             | deutscher Vulkanologe                                                               | 86    |       |
| 24. August | Michel Siffre                     | französischer Höhlenforscher                                                        | 85    |       |
| 24. August | Julia K. Stein                    | deutsche Schriftstellerin                                                           | 54    |       |
| 24. August | Christos Yannaras                 | griechischer Philosoph, Theologe und Schriftsteller                                 | 89    |       |
| 23. August | John I. Brauman                   | US-amerikanischer Chemiker                                                          | 86    |       |
| 23. August | Hildegard Brem                    | österreichische Zisterzienserin und Äbtissin                                        | 73    |       |
| 23. August | Nathan Dahlberg                   | neuseeländischer Radrennfahrer                                                      | 59    |       |
| 23. August | Trude Dybendahl                   | norwegische Skilangläuferin                                                         | 58    |       |
| 23. August | Günter Frank                      | deutscher Politiker                                                                 | 78    |       |
| 23. August | André Gouzes                      | französischer Kirchenmusiker                                                        | 81    |       |
| 23. August | Max Klein                         | deutscher Physiker                                                                  | 73    |       |
| 23. August | Russell Malone                    | US-amerikanischer Gitarrist                                                         | 60    |       |
| 23. August | Panagiotis D. Mastrodimitris      | griechischer Neogräzist                                                             | ≈90   |       |
| 23. August | Predrag Matić                     | kroatischer Politiker                                                               | 62    |       |
| 23. August | Catherine Ribeiro                 | französische Sängerin und Schauspielerin                                            | 82    |       |
| 23. August | Wolfgang Schurreit                | deutscher Politiker                                                                 | 83    |       |
| 22. August | Andreas Babendererde              | deutscher Fußballspieler                                                            | 62    |       |
| 22. August | Misch Da Leiden                   | luxemburgischer Maler und Serigrafist                                               | ≈76   |       |
| 22. August | Ottaviano Del Turco               | italienischer Politiker                                                             | 79    |       |
| 22. August | Peter Lundgren                    | schwedischer Tennisspieler und -trainer                                             | 59    |       |
| 22. August | Umberto Marcato                   | italienischer Schlagersänger                                                        | 94    |       |
| 22. August | Ute Otten                         | deutsche Ärztin, Frauen- und Gesundheitsaktivistin                                  | 88    |       |
| 22. August | Kschurmanzjan Pirgusch            | russischer bzw. ersjanischer Menschenrechtsaktivist                                 | 83    |       |
| 22. August | Faruq al-Qadumi                   | palästinensischer Politiker                                                         | 93    |       |
| 22. August | Detlev Redinger                   | deutscher Schauspieler und Synchronsprecher                                         | 75    |       |
| 22. August | Rudolf Rieks                      | deutscher Altphilologe                                                              | 87    |       |
| 22. August | Grenville Turner                  | britischer Kosmo- und Geochemiker                                                   | 87    |       |
| 21. August | John Amos                         | US-amerikanischer Schauspieler                                                      | 84    |       |
| 21. August | David Anfam                       | britischer Kunsthistoriker                                                          | 69    |       |
| 21. August | Roger Cook                        | US-amerikanischer Garten- und Landschaftsbauer                                      | 70    |       |
| 21. August | James Duderstadt                  | US-amerikanischer Physiker, Reaktortechniker und Universitätspräsident              | 81    |       |
| 21. August | Gösta Eriksson                    | schwedischer Ruderer                                                                | 93    |       |
| 21. August | Paquito García                    | spanischer Fußballspieler und -trainer                                              | 86    |       |
| 21. August | Robert Halleux                    | belgischer Wissenschaftshistoriker                                                  | 78    |       |
| 21. August | Sonja Pachta                      | österreichische Tennisspielerin                                                     | 83    |       |
| 21. August | Bill Pascrell                     | US-amerikanischer Politiker                                                         | 87    |       |
| 21. August | Karl Schlecht                     | deutscher Unternehmer                                                               | 91    |       |
| 21. August | Vesla Vetlesen                    | norwegische Politikerin                                                             | 93    |       |
| 21. August | Hans Weiner                       | deutscher Fußballspieler                                                            | 73    |       |
| 21. August | Primo Zamparini                   | italienischer Boxer                                                                 | 85    |       |
| 20. August | Al Attles                         | US-amerikanischer Basketballspieler und -trainer                                    | 87    |       |
| 20. August | Emmanuel Ayoola                   | nigerianischer Richter                                                              | 90    |       |
| 20. August | Christel Beslmeisl                | deutsche Gewerkschafterin                                                           | 84    |       |
| 20. August | Werner Bokelberg                  | deutscher Fotograf und Schauspieler                                                 | 86    |       |
| 20. August | Utpalendu Chakraborty             | indischer Filmregisseur                                                             | 76    |       |
| 20. August | Masaaki Hayakawa                  | japanischer Komponist                                                               | 90    |       |
| 20. August | Edmund Kaczor                     | deutscher Fußballspieler                                                            | 67    |       |
| 20. August | Humberto Maschio                  | argentinisch-italienischer Fußballspieler und -trainer                              | 91    |       |
| 20. August | Zembē Mizoguchi                   | japanischer Politiker                                                               | 78    |       |
| 20. August | Ramiro Moliner Inglés             | spanischer Erzbischof und Diplomat                                                  | 83    |       |
| 20. August | Rafael Eleuterio Rey              | argentinischer Bischof                                                              | 91    |       |
| 20. August | Mary Sey                          | gambische Richterin                                                                 | 72    |       |
| 20. August | Atsuko Tanaka                     | japanische Synchronsprecherin                                                       | 61    |       |
| 20. August | Ratomir Tvrdić                    | jugoslawischer Basketballspieler                                                    | 80    |       |
| 19. August | Maria Branyas Morera              | spanische Altersrekordlerin                                                         | 117   |       |
| 19. August | Bernhard Czogalla                 | deutscher Politiker                                                                 | 82    |       |
| 19. August | Klaus Dockhorn                    | deutscher Schwimmer                                                                 | 71    |       |
| 19. August | Peter C. Frank                    | US-amerikanischer Filmeditor                                                        | 81    |       |
| 19. August | Michel Guérard                    | französischer Koch                                                                  | 91    |       |
| 19. August | Joonas Ikonen                     | finnischer Skispringer                                                              | 37    |       |
| 19. August | Mike Lynch                        | britischer Unternehmer                                                              | 59    |       |
| 19. August | Guy de Muyser                     | luxemburgischer Politiker und Diplomat                                              | 98    |       |
| 19. August | Peter Schmid                      | deutscher Historiker                                                                | 79    |       |
| 19. August | Klaus Stiller                     | deutscher Schriftsteller                                                            | 83    |       |
| 19. August | Günter Topmann                    | deutscher Kriminalbeamter und Politiker                                             | 90    |       |
| 19. August | Werner Torner                     | deutscher Fußballspieler                                                            | 87    |       |
| 18. August | Ronald Borchers                   | deutscher Fußballspieler und -trainer                                               | 67    |       |
| 18. August | Ruth Johnson Colvin               | US-amerikanische Aktivistin und Autorin                                             | 107   |       |
| 18. August | Alain Delon                       | französischer Schauspieler                                                          | 88    |       |
| 18. August | Meinolf Dierkes                   | deutscher Soziologe                                                                 | 82    |       |
| 18. August | Phil Donahue                      | US-amerikanischer Journalist und Talkmaster                                         | 88    |       |
| 18. August | Ulrike Hoffmann-Richter           | deutsche Psychiaterin, Psychotherapeutin und Autorin                                | 66    |       |
| 18. August | Johanna Ittner                    | deutsche Hauswirtschafterin                                                         | 92    |       |
| 18. August | Georg Kugler                      | österreichischer Kunsthistoriker                                                    | 89    |       |
| 18. August | Reinold Louis                     | deutscher Autor                                                                     | 84    |       |
| 18. August | Amnon Orbach                      | deutsch-israelischer Ingenieur                                                      | 94    |       |
| 18. August | Christian Pommerenke              | deutscher Mathematiker                                                              | 90    |       |
| 18. August | Siegfried Quandt                  | deutscher Historiker und Kommunikationswissenschaftler                              | 88    |       |
| 18. August | Karl-Ferdinand Schädler           | deutscher Ökonom, Ethnologe, Sammler und Autor                                      | 94    |       |
| 18. August | Dušan Šinigoj                     | jugoslawischer Politiker                                                            | 90    |       |
| 18. August | Franciszek Smuda                  | polnisch-deutscher Fußballspieler und -trainer                                      | 76    |       |
| 18. August | Karl-Friedrich Tropf              | deutscher Jurist                                                                    | 84    |       |
| 17. August | Tuncay Akça                       | türkischer Film- und Fernsehschauspieler                                            | 60    |       |
| 17. August | Peter Bernholz                    | deutsch-schweizerischer Wirtschaftswissenschaftler                                  | 95    |       |
| 17. August | Boris Bystrow                     | sowjetischer bzw. russischer Schauspieler und Synchronsprecher                      | 79    |       |
| 17. August | Pierre Cartier                    | französischer Mathematiker                                                          | 92    |       |
| 17. August | Roland Dotzert                    | deutscher Verwaltungsbeamter und Sachbuchautor                                      | 77    |       |
| 17. August | Ludwig E. Feinendegen             | deutscher Strahlenmediziner                                                         | 97    |       |
| 17. August | Helen Fisher                      | US-amerikanische Anthropologin                                                      | 79    |       |
| 17. August | Jörg Freunschlag                  | österreichischer Politiker                                                          | 81    |       |
| 17. August | Max Hengel                        | luxemburgischer Politiker                                                           | 47    |       |
| 17. August | Truus Hennipman                   | niederländische Leichtathletin                                                      | 81    |       |
| 17. August | Massoud Massoud                   | syrischer Bischof                                                                   | 84    |       |
| 17. August | Fritz Gerhard Mayr                | österreichischer Architekt                                                          | 92    |       |
| 17. August | Silvio Santos                     | brasilianischer Moderator und Medienunternehmer                                     | 93    |       |
| 17. August | Hans J. Schäfer                   | deutscher Chemiker                                                                  | 87    |       |
| 17. August | Dale Wayne Tomich                 | US-amerikanischer Soziologe und Historiker                                          | 78    |       |
| 17. August | Zhou Guangzhao                    | chinesischer Physiker                                                               | 95    |       |
| 16. August | Afa Anoaʻi                        | samoanisch-US-amerikanischer Wrestler, Wrestlingmanager und -trainer                | 81    |       |
| 16. August | Jean-Pierre Bansard               | französischer Geschäftsmann und Politiker                                           | 84    |       |
| 16. August | Denisio Esposito                  | italienischer Comicautor und Illustrator                                            | 60    |       |
| 16. August | Diether Hülsemann                 | deutscher Konteradmiral                                                             | 86    |       |
| 16. August | František Hýbl                    | tschechischer Historiker                                                            | 83    |       |
| 16. August | Milojko Kurčubić                  | jugoslawischer Fußballspieler                                                       | 70    |       |
| 16. August | Joep van Leeuwen                  | niederländischer Jazzgitarrist                                                      | 68    |       |
| 16. August | Marcel Lejoly                     | belgischer Politiker und Minister                                                   | 76    |       |
| 16. August | Josef Lins                        | österreichischer Soziologe                                                          | 77    |       |
| 16. August | Rajko Maksimović                  | jugoslawischer bzw. serbischer Komponist                                            | 89    |       |
| 16. August | Salseng C. Marak                  | indischer Politiker                                                                 | 83    |       |
| 16. August | Helmut Metzler                    | österreichischer Fußballspieler                                                     | 79    |       |
| 16. August | Norman Spencer                    | britischer Filmproduzent und Drehbuchautor                                          | 110   |       |
| 16. August | Scott Thorson                     | US-amerikanischer Schriftsteller                                                    | 65    |       |
| 16. August | Tore Ylwizaker                    | norwegischer Musiker                                                                | 54    |       |
| 15. August | Zdzisław Adamczyk                 | polnischer Literaturhistoriker                                                      | 88    |       |
| 15. August | John Aprea                        | US-amerikanischer Schauspieler                                                      | 83    |       |
| 15. August | Sergei Bagajew                    | sowjetischer bzw. russischer Physiker                                               | 82    |       |
| 15. August | Lars Björn                        | schwedischer Eishockeyspieler                                                       | 92    |       |
| 15. August | Tomasz Ciecierski                 | polnischer Maler                                                                    | 78    |       |
| 15. August | Günter Cießow                     | deutscher Go-Spieler                                                                | 90    |       |
| 15. August | Zaur Dakhte                       | tadschikisch-iranischer Kameramann, Filmemacher und Fotograf                        | 87    |       |
| 15. August | Sjarhej Kaljakin                  | belarussischer Politiker                                                            | 72    |       |
| 15. August | Imre Komora                       | ungarischer Fußballspieler und -trainer                                             | 84    |       |
| 15. August | Daniela Larreal                   | venezolanische Radrennfahrerin                                                      | 50    |       |
| 15. August | Peter Marshall                    | US-amerikanischer Game-Show Host, Entertainer und Schauspieler                      | 98    |       |
| 15. August | Louis Mermaz                      | französischer Politiker                                                             | 92    |       |
| 15. August | Alfred A. Nentwich                | österreichischer Physiker                                                           | 92    |       |
| 15. August | Ľubomír Paulovič                  | slowakischer Schauspieler                                                           | 71    |       |
| 15. August | Peter Procter                     | britischer Rad- und Autorennfahrer                                                  | 94    |       |
| 15. August | Jack Russell                      | US-amerikanischer Sänger                                                            | 63    |       |
| 15. August | Joachim Seelig                    | deutscher Physikochemiker                                                           | 82    |       |
| 15. August | Karl-Heinz Thiele                 | deutscher Chemiker                                                                  | 94    |       |
| 14. August | Bent Conradi                      | dänischer Schauspieler                                                              | 91    |       |
| 14. August | Tarık Ziya Ekinci                 | türkischer Mediziner, Politiker und Schriftsteller                                  | 99    |       |
| 14. August | Volker Geißel                     | deutscher Wirtschaftswissenschaftler                                                | 77    |       |
| 14. August | Jeremy Gilbert-Rolfe              | britischer Maler                                                                    | 79    |       |
| 14. August | Sture Grahn                       | schwedischer Skilangläufer                                                          | 92    |       |
| 14. August | Franz Gutmann                     | deutscher Bildhauer                                                                 | 95    |       |
| 14. August | Hermann Haken                     | deutscher Physiker                                                                  | 97    |       |
| 14. August | Eugenia Kalnay                    | argentinische Meteorologin                                                          | 81    |       |
| 14. August | Eva Kreisky                       | österreichische Rechts- und Politikwissenschaftlerin                                | 79    |       |
| 14. August | Gary E. Luck                      | US-amerikanischer General                                                           | 87    |       |
| 14. August | Peter Wilfred Novecosky           | kanadischer Abt                                                                     | 79    |       |
| 14. August | Gena Rowlands                     | US-amerikanische Schauspielerin                                                     | 94    |       |
| 14. August | Mark Santer                       | britischer Theologe; Bischof von Birmingham                                         | 87    |       |
| 14. August | Georg Streiter                    | deutscher Journalist und Unternehmer                                                | 68    |       |
| 14. August | Volker Michael Strocka            | deutscher Klassischer Archäologe                                                    | 84    |       |
| 14. August | Heinrich Thun                     | österreichischer Leichtathlet                                                       | 85    |       |
| 14. August | Alexander Uschakow                | sowjetischer Biathlet                                                               | 76    |       |
| 14. August | Andreas Wittenberg                | deutscher Brigadegeneral                                                            | 85    |       |
| 13. August | Hans Daiber                       | deutscher Arabist                                                                   | 82    |       |
| 13. August | Sergio Donati                     | italienischer Drehbuchautor und Schriftsteller                                      | 91    |       |
| 13. August | Stefan Dutt                       | deutscher Hörspielregisseur                                                         | 71    |       |
| 13. August | Charis Eng                        | US-amerikanische Genetikerin                                                        | 62    |       |
| 13. August | Christian von Ferber              | deutscher Ökonom und Soziologe                                                      | 98    |       |
| 13. August | Peter Gahleitner                  | österreichischer Kabarettist                                                        | 61    |       |
| 13. August | Hans Wilhelm Hetzler              | deutscher Soziologe                                                                 | 95    |       |
| 13. August | Nina Milja Hoffmann               | jugoslawisch-deutsche Künstlerin                                                    | 76    |       |
| 13. August | Winfried Jansen                   | deutscher Architekt und Hochschullehrer                                             | 88    |       |
| 13. August | Hettie Jones                      | US-amerikanische Schriftstellerin                                                   | 90    |       |
| 13. August | Greg Kihn                         | US-amerikanischer Musiker und Schriftsteller                                        | 75    |       |
| 13. August | Heiner Kondschak                  | deutscher Musiker, Schauspieler und Theaterregisseur                                | 69    |       |
| 13. August | Elisabeth Leopold                 | österreichische Kunstsammlerin                                                      | 98    |       |
| 13. August | Giorgos Leotsakos                 | griechischer Musikwissenschaftler und -kritiker                                     | 89    |       |
| 13. August | Reinhard Meyer zu Bentrup         | deutscher Landwirt und Politiker                                                    | 85    |       |
| 13. August | Alois Plum                        | deutscher Künstler                                                                  | 89    |       |
| 13. August | Christl Prange                    | deutsche Textilkünstlerin                                                           | 87    |       |
| 12. August | Guillermo Rosselló Bordoy         | spanischer Historiker und Archäologe                                                | 92    |       |
| 13. August | Linde Salber                      | deutsche Psychologin, Autorin und Malerin                                           | 80    |       |
| 13. August | Frank Selvy                       | US-amerikanischer Basketballspieler                                                 | 91    |       |
| 13. August | Paul Stehrenberger                | Schweizer Fußballspieler und -trainer                                               | 85    |       |
| 13. August | Chuck Strahl                      | kanadischer Politiker                                                               | 67    |       |
| 12. August | Wardkes Awakjan                   | sowjetischer bzw. russischer Bildhauer                                              | 92    |       |
| 12. August | Ramiro Blacut                     | bolivianischer Fußballspieler und -trainer                                          | 80    |       |
| 12. August | Daniil Chomski                    | russischer Physiker                                                                 | 85    |       |
| 12. August | Maria Bianca Cita                 | italienische Paläontologin                                                          | 99    |       |
| 12. August | Antônio Delfim Netto              | brasilianischer Politiker und Diplomat                                              | 96    |       |
| 12. August | Willi Lemke                       | deutscher Politiker und Sportfunktionär                                             | 77    |       |
| 12. August | Richard Lugner                    | österreichischer Unternehmer                                                        | 91    |       |
| 12. August | Jun Mitsuhashi                    | japanischer Entomologe, Virologe und Pflanzenpathologe                              | 92    |       |
| 12. August | Franz Quarthal                    | deutscher Historiker                                                                | 80    |       |
| 12. August | Zaid ar-Rifaʿi                    | jordanischer Politiker                                                              | 87    |       |
| 12. August | Fritz Schmidt                     | deutscher Hockeyspieler                                                             | 81    |       |
| 12. August | Márcio Souza                      | brasilianischer Schriftsteller                                                      | 78    |       |
| 12. August | Heidi Urbahn de Jauregui          | deutsch-französische Germanistin                                                    | 84    |       |
| 11. August | Aslambek Achmedowitsch Aslachanow | russischer Politiker                                                                | 82    |       |
| 11. August | Tonny Holst-Christensen           | dänische Badmintonspielerin                                                         | 88    |       |
| 11. August | Laura Littardi                    | italienische Jazzsängerin                                                           | 64    |       |
| 11. August | Sigutis Obelevičius               | litauischer Pädagoge und Politiker                                                  | 65    |       |
| 11. August | Petko Petkow                      | bulgarischer Schachkomponist                                                        | 82    |       |
| 11. August | Richard Rogler                    | deutscher Kabarettist                                                               | 74    |       |
| 11. August | Noel Treanor                      | irischer Erzbischof und Diplomat                                                    | 73    |       |
| 11. August | Zhang Xiuyun                      | taiwanische Yuju-Operndarstellerin und Schauspielerin                               | 100   |       |
| 10. August | Gabriel Adriányi                  | ungarisch-deutscher Geistlicher und Kirchenhistoriker                               | 89    |       |
| 10. August | Adolf M. Birke                    | deutscher Historiker                                                                | 84    |       |
| 10. August | Celestina Casapietra              | italienische Opernsängerin                                                          | 84    |       |
| 10. August | Steve Davislim                    | australischer Opernsänger                                                           | 57    |       |
| 10. August | Peter Downsbrough                 | US-amerikanischer Bildhauer, Fotograf und Konzeptkünstler                           | 84    |       |
| 10. August | Rəhilə Həsənova                   | aserbaidschanische Komponistin                                                      | 72    |       |
| 10. August | Rudolf Jelínek                    | tschechischer Schauspieler                                                          | 89    |       |
| 10. August | Tuíre Kayapó                      | Aktivistin der Indigenen Brasiliens                                                 |       |       |
| 10. August | Peggy Moffitt                     | US-amerikanisches Model und Schauspielerin                                          | 87    |       |
| 10. August | Kazue Shinkawa                    | japanische Lyrikerin                                                                | 95    |       |
| 10. August | Kanwar Natwar Singh               | indischer Politiker und Diplomat                                                    | 95    |       |
| 10. August | Galina Sybina                     | sowjetische Leichtathletin                                                          | 93    |       |
| 10. August | Werner Teufl                      | deutscher Gastronomiekritiker und Film- und Sachbuchautor                           | 88    |       |
| 9. August  | Roger Gaignard                    | französischer Bahnradsportler                                                       | 91    |       |
| 9. August  | Ulrich Haß                        | deutscher Schauspieler                                                              | 82    |       |
| 9. August  | Barbara Könneker                  | deutscher Philologin                                                                | 89    |       |
| 9. August  | Kasper König                      | deutscher Kunsthistoriker und -kurator                                              | 80    |       |
| 9. August  | Gottfried Leder                   | deutscher Politikwissenschaftler                                                    | 95    |       |
| 9. August  | Maryvonne Le Dizès                | französische Geigerin                                                               | 84    |       |
| 9. August  | Peter Radestock                   | deutscher Theaterintendant und Schauspieler                                         | 79    |       |
| 9. August  | Kevin Sullivan                    | US-amerikanischer Wrestler                                                          | 74    |       |
| 9. August  | Keiichi Tanaami                   | japanischer Pop-Art-Künstler                                                        | 88    |       |
| 9. August  | Anton Wais                        | österreichischer Manager und Autor                                                  | 76    |       |
| 9. August  | Raymond-Émile Waydelich           | französischer Maler und Bildhauer                                                   | 85    |       |
| 9. August  | Susan Wojcicki                    | US-amerikanische Managerin                                                          | 56    |       |
| 9. August  | Peter Zwegat                      | deutscher Schuldnerberater und TV-Darsteller                                        | 74    |       |
| 8. August  | Boo Ahl                           | schwedischer Eishockeyspieler                                                       | 54    |       |
| 8. August  | Buddhadeb Bhattacharya            | indischer Politiker                                                                 | 80    |       |
| 8. August  | Jürgen Drews                      | deutscher Mediziner                                                                 | 90    |       |
| 8. August  | Ilse Grubrich-Simitis             | deutsche Psychoanalytikerin                                                         | 88    |       |
| 8. August  | Issa Hayatou                      | kamerunischer Sportler und Sportfunktionär                                          | 77    |       |
| 8. August  | Tomasz Lisowicz                   | polnischer Radrennfahrer                                                            | 47    |       |
| 8. August  | Jack Mouse                        | US-amerikanischer Jazz-Schlagzeuger                                                 | 78    |       |
| 8. August  | Mário Clemente Neto               | brasilianischer Bischof                                                             | 84    |       |
| 8. August  | Zoran Petrović                    | jugoslawischer bzw. serbischer Fußballschiedsrichter                                | 72    |       |
| 8. August  | Bruce Pirnie                      | kanadischer Leichtathlet                                                            | 81    |       |
| 8. August  | Chi-Chi Rodríguez                 | puerto-ricanischer Golfspieler                                                      | 88    |       |
| 8. August  | Jorge Rodríguez Esquivel          | mexikanischer Fußballspieler                                                        | 56    |       |
| 8. August  | Karl-Heinz Rühle                  | deutscher Mediziner, Fachautor und Hochschullehrer                                  | 82    |       |
| 8. August  | Gerhard Rummel                    | deutscher Theologe                                                                  | 80    |       |
| 8. August  | Matthias Schneider                | deutscher Politiker                                                                 | 62    |       |
| 8. August  | Steve Symms                       | US-amerikanischer Politiker                                                         | 86    |       |
| 8. August  | Albertas Vasiliauskas             | litauischer Forstwissenschaftler, Phytopathologe und Politiker                      | 89    |       |
| 8. August  | Alfred Wolf                       | österreichischer Autor und Heimatkundler                                            | 101   |       |
| 7. August  | Wolfram Bickerich                 | deutscher Journalist und Autor                                                      | 81    |       |
| 7. August  | Brigitte Blobel                   | deutsche Journalistin und Schriftstellerin                                          | 81    |       |
| 7. August  | Uno Lõhmus                        | estnischer Jurist                                                                   | 71    |       |
| 7. August  | Pedro Marset                      | spanischer Medizinhistoriker und Politiker                                          | 82    |       |
| 7. August  | Jon McBride                       | US-amerikanischer Astronaut                                                         | 80    |       |
| 7. August  | Margaret Ménégoz                  | deutsch-französische Filmproduzentin                                                | 82    |       |
| 7. August  | Eberhard Meumann                  | deutscher Pädagoge                                                                  | 82    |       |
| 7. August  | Friedrich Möbius                  | deutscher Kunsthistoriker                                                           | 96    |       |
| 7. August  | Edgar Neuburger                   | deutscher Wirtschaftsmathematiker                                                   | 89    |       |
| 7. August  | Lisbeth L. Petersen               | färöische Politikerin                                                               | 85    |       |
| 7. August  | Margit Schönberger                | deutsche Journalistin und Sachbuchautorin                                           | 76    |       |
| 7. August  | Wladlen Wereschtschetin           | russischer Jurist                                                                   | 92    |       |
| 7. August  | Anton Ziegenaus                   | deutscher Geistlicher und Dogmatiker                                                | 88    |       |
| 6. August  | Michael Günther Bard              | deutscher Schauspieler                                                              | 57    |       |
| 6. August  | Billy Bean                        | US-amerikanischer Baseballspieler und Autor                                         | 60    |       |
| 6. August  | James Bjorken                     | US-amerikanischer Physiker                                                          | 90    |       |
| 6. August  | Connie Chiume                     | südafrikanische Schauspielerin                                                      | 72    |       |
| 6. August  | Patrick Ebosele Ekpu              | nigerianischer Erzbischof                                                           | 92    |       |
| 6. August  | Werner Ende                       | deutscher Islamwissenschaftler                                                      | 86    |       |
| 6. August  | Monique Jacot                     | Schweizer Fotografin                                                                | 89    |       |
| 6. August  | Jay Kanter                        | US-amerikanischer Filmproduzent                                                     | 97    |       |
| 6. August  | Octave Landuyt                    | belgischer Maler und Bildhauer                                                      | 101   |       |
| 6. August  | Merten Mauritz                    | österreichischer Florettfechter                                                     | 58    |       |
| 6. August  | Mark Mender                       | deutscher Modefotograf und Filmemacher                                              | 90    |       |
| 6. August  | Christof Nel                      | deutscher Theater- und Opernregisseur                                               | 80    |       |
| 6. August  | Mercedes Pomares                  | kubanische Volleyballspielerin                                                      | 70    |       |
| 6. August  | Carl Philipp zu Salm-Salm         | deutscher Adelsnachkomme                                                            | 91    |       |
| 5. August  | Adílio                            | brasilianischer Fußballspieler                                                      | 68    |       |
| 5. August  | Ismail Berdijew                   | russischer Imam                                                                     | 70    |       |
| 5. August  | Wjatscheslaw Iwanow               | sowjetischer Ruderer                                                                | 86    |       |
| 5. August  | Walter Kägi                       | Schweizer Politiker und Sportfunktionär                                             | 88    |       |
| 5. August  | Gottfried Pott                    | deutscher Typograf, Kalligraf und Autor                                             | 85    |       |
| 5. August  | Bobby Routch                      | US-amerikanischer Hornist                                                           | 75    |       |
| 5. August  | Juri Skobow                       | sowjetischer Skilangläufer                                                          | 75    |       |
| 5. August  | Dietrich Stein                    | deutscher Bauingenieur                                                              | 85    |       |
| 5. August  | Maurice Williams                  | US-amerikanischer Sänger und Pianist                                                | 86    |       |
| 5. August  | Patti Yasutake                    | US-amerikanische Schauspielerin                                                     | 70    |       |
| 5. August  | Izaskun Zubizarreta Gerendiain    | spanische Skibergsteigerin                                                          | 53    |       |
| 4. August  | Nicodème Anani Barrigah-Benissan  | burkinischer Erzbischof                                                             | 61    |       |
| 4. August  | Alfred „Fred“ Bauhaus             | deutscher Schrotthändler und Reality-TV-Darsteller                                  | 66    |       |
| 4. August  | Charles Cyphers                   | US-amerikanischer Schauspieler                                                      | 85    |       |
| 4. August  | Alan B. Fowler                    | US-amerikanischer Physiker                                                          | 95    |       |
| 4. August  | Alvin Goldman                     | US-amerikanischer Philosoph                                                         | 85    |       |
| 4. August  | Miguel Ángel Gómez Martínez       | spanischer Komponist und Dirigent                                                   | 74    |       |
| 4. August  | Anthony Hamilton-Smith            | britischer Zahnarzt und Peer                                                        | 82    |       |
| 4. August  | David Harcourt-Smith              | britischer Offizier                                                                 | 92    |       |
| 4. August  | Sigurd Hilkenbach                 | deutscher Sänger, Musikredakteur und Verkehrshistoriker                             | 93    |       |
| 4. August  | Tsung-Dao Lee                     | US-amerikanisch-chinesischer Physiker                                               | 97    |       |
| 4. August  | Helmut Lück                       | deutscher Journalist und Politiker                                                  | 79    |       |
| 4. August  | Juan Ramón Martínez               | salvadorianischer Fußballspieler                                                    | 76    |       |
| 4. August  | Slavko Pervan                     | jugoslawischer Balletttänzer und -choreograph                                       | 88    |       |
| 4. August  | Johann Sevcik                     | österreichischer Politiker                                                          | 86    |       |
| 4. August  | Adnan Tanrıverdi                  | türkischer Brigadegeneral                                                           | 79    |       |
| 4. August  | Duane Thomas                      | US-amerikanischer American-Football-Spieler                                         | 77    |       |
| 4. August  | Graham Thorpe                     | englischer Cricketspieler                                                           | 55    |       |
| 4. August  | Yokochi Chihiro                   | japanischer Mediziner                                                               | 105   |       |
| 3. August  | Othmar Andermatt                  | Schweizer Politiker                                                                 | 101   |       |
| 3. August  | Salvatore Giannone                | italienischer Leichtathlet                                                          | 88    |       |
| 3. August  | Endre Gyulay                      | ungarischer Bischof                                                                 | 93    |       |
| 3. August  | Pasi Ikonen                       | finnischer Orientierungsläufer                                                      | 44    |       |
| 3. August  | Shaun Martin                      | US-amerikanischer Gospel- und Fusionmusiker                                         | 45    |       |
| 3. August  | Meredith McClain                  | US-amerikanische Germanistin                                                        | 83    |       |
| 3. August  | Antonio Meneses                   | brasilianischer Cellist                                                             | 66    |       |
| 3. August  | Morton Brown                      | US-amerikanischer Mathematiker                                                      | 92    |       |
| 3. August  | Mustapha Moussa                   | algerischer Boxer                                                                   | 62    |       |
| 3. August  | Thomas Müry                       | Schweizer Politiker                                                                 | 79    |       |
| 3. August  | Carl E. Ricé                      | deutscher Schriftsteller und Literatur-Performer                                    | 76    |       |
| 3. August  | Pedro Soler                       | französischer Gitarrist                                                             | 86    |       |
| 3. August  | José María Ortiz Tafalla          | spanischer Comiczeichner                                                            | 92    |       |
| 2. August  | Tommy Cassidy                     | nordirischer Fußballspieler und -trainer                                            | 73    |       |
| 2. August  | Nikola David                      | deutscher Opernsänger und Kantor                                                    | 55    |       |
| 2. August  | Klaus Götte                       | deutscher Schauspieler, Theaterregisseur und Hörspielsprecher                       | 88    |       |
| 2. August  | Horst Hartmann                    | deutscher Formgestalter                                                             | 84    |       |
| 2. August  | Zygmunt Iwicki                    | polnisch-schweizerischer Geistlicher und Kunsthistoriker                            | 94    |       |
| 2. August  | Robert Kostka                     | österreichischer Bergsteiger und Kartograf                                          | 88    |       |
| 2. August  | Alfred Kuhn                       | deutscher Opernsänger                                                               | 86    |       |
| 2. August  | Manfred Kujawski                  | deutscher Setdesigner, Modellbauer und Formgestalter                                | 100   |       |
| 2. August  | Rubén Maturano                    | mexikanischer Fußballspieler und -trainer                                           | 79    |       |
| 2. August  | Gosbert Müller                    | deutscher Kriminalbeamter                                                           | 90    |       |
| 2. August  | Luca Schaub                       | deutscher Schauspieler                                                              | 36    |       |
| 2. August  | Hassan Sami Youssef               | palästinensischer Drehbuchautor und Schriftsteller                                  | 79    |       |
| 1. August  | Jürgen Ahrend                     | deutscher Orgelbauer                                                                | 94    |       |
| 1. August  | Rainer Brandt                     | deutscher Schauspieler, Synchronsprecher, Synchronregisseur und Dialogbuchautor     | 88    |       |
| 1. August  | Wilhelm Ersil                     | deutscher Historiker und Politikwissenschaftler                                     | 96    |       |
| 1. August  | Dilmo Franco de Campos            | brasilianischer Bischof                                                             | 52    |       |
| 1. August  | Leonard Hayflick                  | US-amerikanischer Gerontologe                                                       | 96    |       |
| 1. August  | Hermann Jacobs                    | deutscher Sachbuchautor                                                             | 94    |       |
| 1. August  | Peter Kraus                       | deutscher Hockeyspieler                                                             | 83    |       |
| 1. August  | Peter Nagel                       | deutscher Theologe, Koptologe und Religionshistoriker                               | 86    |       |
| 1. August  | Jesús Ponce                       | mexikanischer Fußballspieler und -trainer                                           | 94    |       |
| 1. August  | Marion Poppen                     | deutsche Politikerin und Sportfunktionärin                                          | 91    |       |
| 1. August  | Zdeněk Prokeš                     | tschechoslowakischer Fußballspieler                                                 | 71    |       |
| 1. August  | Gerhard Röbbelen                  | deutscher Agrarwissenschaftler                                                      | 95    |       |
| 1. August  | Fritz G. Rohde                    | deutscher Bauingenieur und Künstler                                                 | 89    |       |
| 1. August  | Craig Shakespeare                 | englischer Fußballspieler und -trainer                                              | 60    |       |
| 1. August  | Michael Toepell                   | deutscher Mathematiker und Mathematikdidaktiker                                     | 73    |       |
| 1. August  | Daniel Wansi                      | kamerunischer Fußballspieler                                                        | 42    |       |
| 1. August  | Patty Jo Watson                   | US-amerikanische Archäologin und Anthropologin                                      | 92    |       |

### Datum unbekannt
| Zeitangabe                        | Name                      | Beruf, bekannt als                                      | Alter | Beleg |
| --------------------------------- | ------------------------- | ------------------------------------------------------- | ----- | ----- |
| tot aufgefunden am 31. August     | Hersh Goldberg-Polin      | US-amerikanisch-israelische Geisel und Terrorismusopfer | 23    |       |
| Tod bekannt gegeben am 30. August | Hans Danuser              | Schweizer Photograph                                    | 71    |       |
| Tod bekannt gegeben am 29. August | Mauro García Triana       | kubanischer Diplomat                                    | 93    |       |
| Tod bekannt gegeben am 29. August | Gerlinde Stobrawa         | deutsche Politikerin                                    | 75    |       |
| Tod bekannt gegeben am 28. August | Iryna Hlibko              | ukrainische Handballspielerin                           | 34    |       |
| Tod bekannt gegeben am 28. August | Manfred Schmidt           | deutscher Eventmanager                                  | 75    |       |
| Tod bekannt gegeben am 27. August | Nahid Bagheri-Goldschmied | österreichisch-iranische Lyrikerin                      | 67    |       |
| Tod bekannt gegeben am 25. August | Claude Marquis            | französischer Basketballspieler                         | 44    |       |
| Tod bekannt gegeben am 24. August | Shlomo Sternberg          | US-amerikanischer Mathematiker                          | ≈88   |       |
| Tod bekannt gegeben am 23. August | Evelin Matt               | deutsche Fernsehproduzentin und Drehbuchautorin         | 89    |       |
| Tod bekannt gegeben am 23. August | Witali Toktschinakow      | sowjetischer Ringer                                     | 73    |       |
| Tod bekannt gegeben am 21. August | Cunnie Williams           | US-amerikanischer Sänger                                | 61    |       |
| Tod bekannt gegeben am 16. August | Domingo Salvador Pérez    | uruguayischer Fußballspieler                            | 88    |       |
| Tod bekannt gegeben am 15. August | Sabri Çakır               | türkischer Lehrer und Lyriker                           | 69    |       |
| 10. August oder 11. August        | Joseph Andriacchi         | US-amerikanischer Mobster                               | 91    |       |
| Tod bekannt gegeben am 7. August  | Jaime Alomar              | spanischer Radrennfahrer                                | 86    |       |
| zwischen 5. August und 11. August | Anton Herzog              | österreichischer Fußballspieler                         | 82    |       |
| August                            | Horst Weigelt             | deutscher Theologe                                      | 90    |       |